# Евдикоти
Евдико́ти або еудико́ти, інколи неправильно еудіко́ти (англ. eudicots) — клада, яка використовується в системах від APG (1998) до APG IV (2016) для класифікації покритонасінних. Цей таксон являє собою монофілетичну групу, яка включає більшість (колишніх) дводольних рослин. Евдикоти налічують понад 70% видів покритонасінних. Ймовірно сестринським до евдикотів є порядок кушироцвіті (Ceratophyllales).

## Систематика
Згідно з системою APG IV, клада евдикотів містить парафілетичну групу базальних евдикотів і монофілетичну групу основних евдикотів, з якої виділяють дві великі клади — суперрозиди й суперастериди:

базальні евдикоти (англ. basal eudicots) (парафілетична група):
- -     - Buxales
    - Proteales
    - Ranunculales
    - Trochodendrales

основні евдикоти (англ. core eudicots) (монофілетична група):
- -     - Gunnerales
    - Dilleniales
- суперрозиди
  -     - Ломикаменецвіті (Saxifragales)

  - розиди (17 порядків)
- суперастериди
  -     - Berberidopsidales
    - Гвоздикоцвіті (Caryophyllales)
    - Santalales

  - айстериди (17 порядків)